# تیمو آلتونن
تیمو آلتونن (انگلیسی: Timo Aaltonen؛ زاده ۱۹۶۹) پرتاب‌گر وزنه اهل فنلاند است.